# Lazoernajabocht
Sjamora (Russisch: Шамора) is de Chinese (Shamora) en in het verlengde daarvan traditioneel Russische naam voor wat officieel de Lazoernajabocht (Бухта Лазурная; Boechta Lazoernaja) wordt genoemd; een baai die onderdeel vormt van de Oessoeribaai van de Baai van Peter de Grote in het noordwesten van de Japanse Zee. De Chinese naam kan worden vertaald als "zandige woestijn" (sha = zand; mo = leegte), waarmee wordt verwezen naar de zandstranden die nu grote aantallen dagjesmensen trekken uit Vladivostok en andere steden van de kraj Primorje. Langs de kust bevinden zich een aantal rusthuizen en sanatoria. Het achterland is heuvelachtig en begroeid met bos.
De Russische naam werd in 1972 ingesteld ter vervanging van de oude Chinese na de verkilling van de Russisch-Chinese betrekkingen, waarna de Sovjetregering besloot tot het vervangen van alle Chinese namen in de kraj Primorje.